# Fisher Memorial Home
Le Fisher Memorial Home – ou Rock House – est une ancienne maison américaine à Casa Grande, dans le comté de Pinal, en Arizona. Construite en 1927 dans le style Pueblo Revival, cette structure qui faisait également office de funérarium est inscrite au Registre national des lieux historiques le 16 avril 1985 mais est ravagée par un incendie en 2016 et délistée le 31 janvier 2019. 